# Ładawy (gromada)
Ładawy – dawna gromada, czyli najmniejsza jednostka podziału terytorialnego Polskiej Rzeczypospolitej Ludowej w latach 1954–1972.
Gromady, z gromadzkimi radami narodowymi (GRN) jako organami władzy najniższego stopnia na wsi, funkcjonowały od reformy reorganizującej administrację wiejską przeprowadzonej jesienią 1954 do momentu ich zniesienia z dniem 1 stycznia 1973, tym samym wypierając organizację gminną w latach 1954–1972.
Gromadę Ładawy siedzibą GRN w Ładawach utworzono – jako jedną z 8759 gromad na obszarze Polski – w powiecie tureckim w woj. poznańskim, na mocy uchwały nr 39/54 WRN w Poznaniu z dnia 5 października 1954. W skład jednostki weszły obszary dotychczasowych gromad Grabiszew, Hipolitów, Stemplew, Światonia, Tollów, Wólka, Zacisze i Zelgoszcz ze zniesionej gminy Świnice w tymże powiecie. Dla gromady ustalono 12 członków gromadzkiej rady narodowej.
1 stycznia 1956 gromada weszła w skład nowo utworzonego powiatu poddębickiego w woj. łódzkim.
31 grudnia 1959 z gromady Ładawy wyłączono wieś i parcelę Stęplew włączając je do gromady Świnice Warckie w powiecie łęczyckim, po czym gromadę Ładawy zniesiono, a jej pozostały obszar (wieś i kolonię Grabiszew, kolonię Hipolitów, kolonię Ładawy, wieś Tollów, wieś Wólka, wieś Zacisze, wieś Zelgoszcz, wieś Światonia, wieś Gąsiory i wieś Gorzew) włączono do gromady Biernacice w powiecie poddębickim.